# Ресурси і запаси калійних солей
Ресурси і запаси калійних солей (рос. ресурсы и запасы калийных солей, англ. resources and reserves of potassium salts, нім. Ressourcen f pl und Vorräte m pl an Kaliumsalzen (Kali[dünge]salzen) -

## Загальна характеристика
Світові ресурси (включаючи запаси) калійних солей в кінці ХХ ст. (1998) складали в перерахунку на К2О 250 млрд т. Велика їх частина зосереджена в Канаді, Росії, Білорусі, США, Німеччині, а також в Таїланді і Китаї. Загальні запаси калійних солей у світі оцінюються в 24,2 млрд т, підтверджені — в 7,3 млрд т. Геологічна служба США оцінює світові підтверджені запаси калійних солей в 8,4 млрд т. Основна кількість запасів калійних солей, як загальних, так і підтверджених, припадає на родовища Канади, Росії, Німеччини, Білорусі. Значними загальними запасами володіють Ізраїль і Йорданія.
Табл. Запаси калійних солей на межі ХХ-XXI ст. (млн т в перерахунку на К2О) та середній вміст К2О в рудах (%)
| Континенти і країни | Запаси підтв. | Частка у світі, % | Вміст | Запаси загальні |
| Європа              | 1223          | 16,2              | …     | 1854            |
| Білорусь            | 309r          | 4,1               | 16r   | 513r            |
| Німеччина           | 720           | 9,6               | 14r   | 1000r           |
| Україна             | 108r          | 1,4               | 11r   | 139r            |
| Азія (без Росії)    | 479           | 6,4               | …     | 1746            |
| Росія               | 1220r         | 16,2              | 7,8r  | 6790r           |
| Ізраїль             | 42            | 0,6               | 1,4   | 600             |
| Йорданія            | 42            | 0,6               | 1,4   | 600             |
| КНР                 | 320           | 4,2               | 1,5r  | 396r            |
| Таїланд             | 75r           | 1,0               | 25r   | 150r            |
| Африка              | 63            | 0,8               | …     | 142             |
| Туніс               | 19r           | 0,3               | 1,5r  | 34r             |
| Ефіопія             | 42r           | 0,6               | 25r   | 105r            |
| Америка             | 4545          | 60,4              | …     | 14910           |
| Бразилія            | 50            | 0,7               | 15r   | 160r            |
| Канада              | 4400          | 58,4              | 23r   | 14500r          |
| Мексика             | …             | 0                 | 12r   | 10r             |
| США                 | 70            | 0,9               | 12r   | 170r            |
| Разом               | 7530          | 100               | …     | 25442           |

rоцінка

Запаси калійних солей, як і прогнозні ресурси, зосереджені головним чином на родовищах безсульфатного, сильвінітового і сильвініт-карналітового геолого-промислового типу.

## По країнах
У Канаді понад 90 % розвіданих запасів калійних солей зосереджено в межах Саскачеванського калійного басейну в провінції Саскачеван. Менше практичне значення має калійний басейн Монктон на крайньому південному сході країни (провінція Нью-Брансуїк). У Саскачеванському басейні поклади калійних солей приурочені до верхньої частини середньодевонської соленосної формації Прері Евапорайт. Головний калійний мінерал — сильвін, другорядний — карналіт. Горизонти, що експлуатуються, потужністю близько 25 м, залягають на глибині понад 1000 м. Середній вміст К2О — 23 %. Всі родовища розробляються шахтним способом, за винятком Белл-Плейн, де видобуток здійснюється методом підземного розчинення. У басейні Монктон калійні солі залягають у товщі середнього і пізньокам'яновугільного віку і відпрацьовуються в інтервалі глибин 600–1000 м. Головний породоутворювальний мінерал — сильвін. Середній вміст К2О в рудах — 23–28 %.
У Росії приблизно 95 % підтверджених запасів калійних солей припадає на одне родовище — Верхньокамське в Пермській області. Головні калійні мінерали — сильвін і карналіт. Калійні солі відпрацьовуються на глибинах 250–350 м шахтним способом. Середній вміст К2О в рудах істотно нижчий, ніж у канадських родовищах, близько 17 %.
У Німеччині поклади калійних солей розвідані в межах пізньопермських калійних басейнів. Видобуток калійних солей здійснюється шахтами, в інтервалі глибин 300–1000 м. Головні рудні мінерали — сильвін і карналіт. Середній вміст K2O 14 %.
У Білорусі розвідані запаси калійних солей пов'язні з пізньодевонськими калієносними товщами. Підтверджені запаси зосереджені на Старобінському родовищі (Мінська область). Розвідані запаси є, крім того, на Петриківському родовищі в Гомельській області. На Старобінському родовищі з чотирьох розвіданих експлуатуються калійні горизонти II і III. Розробка здійснюється шахтами в інтервалі глибин 350–1000 м. Руди переважно сильвінітового складу. Середній вміст K2O — 16,2 %. На Петриківському родовищі промислове значення має лише один пласт сильвініт-карналіт-галітового складу потужністю 4,8–7,5 м, що залягає на глибині від 500 до 1400 м.
У США калійні солі є в штатах Монтана і Північна Дакота, в межах басейну, розташованого на продовженні Саскачеванського (Канада). Руди залягають порівняно глибоко — в інтервалі від 1830 м до 3050 м. Ресурси калійних солей в країні оцінюються в 6 млрд т.